# Fläckig myrtörnskata
Fläckig myrtörnskata (Xenornis setifrons) är en fågel i familjen myrfåglar inom ordningen tättingar.

## Utbredning och systematik
Fågeln förekommer från östra Panama (Colón) till nordvästligaste Colombia (Chocó). Den placeras som enda art i släktet Xenornis. 

## Status
IUCN kategoriserar arten som nära hotad.